# Championnat du Pérou de football 2005
Navigation
Saison précédente Saison suivante
La saison 2005 du Championnat du Pérou de football est la 77e édition du championnat de première division au Pérou. La compétition regroupe les treize meilleures équipes du pays.
La saison est scindée en deux tournois indépendants :
- Tournoi ouverture : les équipes sont regroupées au sein d'une poule unique où elles s'affrontent deux fois, à domicile et à l'extérieur. Le club en tête du classement se qualifie pour la finale nationale.
- Tournoi clôture : les équipes sont regroupés au sein d'une poule unique où elles s'affrontent deux fois, à domicile et à l'extérieur. Le club en tête du classement se qualifie pour la finale nationale, sauf s'il a déjà remporté le tournoi ouverture, auquel cas il est automatiquement sacré champion.

Un classement cumulé des deux tournois permet de déterminer le troisième club qualifié pour la Copa Libertadores 2006 ainsi que les deux clubs participant à la Copa Sudamericana 2006.
C'est le club du Sporting Cristal qui remporte la compétition après avoir gagné le tournoi de Clôture puis battu le Cienciano del Cusco en finale du championnat. C'est le 15e titre de champion du Pérou de l'histoire du club.

## Les clubs participants
| - Alianza Lima - Sport Boys - Cienciano del Cusco - Universitario de Deportes - Coronel Bolognesi - Sport Ancash - Promu de Segunda División - Universidad San Martín de Porres | - Alianza Atlético - FBC Melgar - Sporting Cristal - Atlético Universidad - Unión Huaral - Universidad César Vallejo |

## Compétition
Le barème utilisé pour établir les différents classements est le suivant :
- Victoire : 3 points
- Match nul : 1 point
- Défaite, forfait ou abandon : 0 point

### Tournoi Ouverture
| Rang | Équipe                           | Pts | J  | G  | N  | P  | Bp | Bc | Diff |
| ---- | -------------------------------- | --- | -- | -- | -- | -- | -- | -- | ---- |
| 1    | Cienciano del Cusco              | 51  | 24 | 16 | 3  | 5  | 37 | 21 | +16  |
| 2    | Universitario de Deportes        | 48  | 24 | 13 | 9  | 2  | 40 | 20 | +20  |
| 3    | Alianza LimaT                    | 38  | 24 | 9  | 11 | 4  | 43 | 25 | +18  |
| 4    | Sporting Cristal                 | 36  | 24 | 9  | 9  | 6  | 34 | 28 | +6   |
| 5    | Coronel Bolognesi                | 35  | 24 | 8  | 11 | 5  | 25 | 20 | +5   |
| 6    | Sport ÁncashP                    | 34  | 24 | 10 | 4  | 10 | 28 | 33 | -5   |
| 7    | Universidad San Martín de Porres | 31  | 24 | 8  | 7  | 9  | 28 | 26 | +2   |
| 8    | Sport Boys                       | 31  | 24 | 8  | 7  | 9  | 31 | 34 | -3   |
| 9    | FBC Melgar                       | 27  | 24 | 7  | 6  | 11 | 32 | 42 | -10  |
| 10   | Atlético Universidad             | 23  | 24 | 5  | 8  | 11 | 26 | 40 | -14  |
| 11   | Universidad César Vallejo        | 22  | 24 | 4  | 10 | 10 | 27 | 36 | -9   |
| 12   | Unión Huaral                     | 21  | 24 | 4  | 9  | 11 | 24 | 32 | -8   |
| 13   | Alianza Atlético                 | 19  | 24 | 3  | 10 | 11 | 29 | 47 | -18  |

|  | Qualification pour la finale nationale            |
|  | T : Tenant du titre P : Promu de Segunda División |

### Tournoi Clôture
| Rang | Équipe                           | Pts | J  | G  | N | P  | Bp | Bc | Diff |
| ---- | -------------------------------- | --- | -- | -- | - | -- | -- | -- | ---- |
| 1    | Sporting Cristal                 | 52  | 24 | 15 | 7 | 2  | 37 | 13 | +24  |
| 2    | Universidad San Martín de Porres | 48  | 24 | 14 | 6 | 4  | 40 | 20 | +20  |
| 3    | Coronel Bolognesi                | 44  | 24 | 14 | 2 | 8  | 38 | 32 | +6   |
| 4    | Universitario de Deportes        | 40  | 24 | 11 | 7 | 6  | 31 | 20 | +11  |
| 5    | Cienciano del Cusco              | 33  | 24 | 9  | 6 | 9  | 33 | 30 | +3   |
| 6    | Sport ÁncashT                    | 32  | 24 | 9  | 5 | 10 | 27 | 32 | -5   |
| 7    | FBC Melgar                       | 32  | 24 | 9  | 5 | 10 | 26 | 37 | -11  |
| 8    | Atlético Universidad             | 31  | 24 | 9  | 4 | 11 | 35 | 39 | -4   |
| 9    | Alianza Atlético                 | 30  | 24 | 9  | 3 | 12 | 29 | 39 | -10  |
| 10   | Sport Boys                       | 28  | 24 | 7  | 7 | 10 | 23 | 30 | -7   |
| 11   | Alianza LimaT                    | 26  | 24 | 7  | 5 | 12 | 26 | 23 | +3   |
| 12   | Universidad César Vallejo        | 22  | 24 | 5  | 7 | 12 | 31 | 39 | -8   |
| 13   | Unión Huaral                     | 16  | 24 | 4  | 4 | 16 | 16 | 38 | -22  |

|  | Qualification pour la finale nationale            |
|  | T : Tenant du titre P : Promu de Segunda División |

### Classement cumulé
| Rang | Équipe                           | Pts | J  | G  | N  | P  | Bp | Bc | Diff |
| ---- | -------------------------------- | --- | -- | -- | -- | -- | -- | -- | ---- |
| 1    | Universitario de Deportes        | 88  | 48 | 24 | 16 | 8  | 71 | 40 | +31  |
| 2    | Sporting CristalClo              | 88  | 48 | 24 | 16 | 8  | 71 | 41 | +30  |
| 3    | Cienciano del CuscoOuv           | 84  | 48 | 25 | 9  | 14 | 70 | 51 | +19  |
| 4    | Universidad San Martín de Porres | 79  | 48 | 22 | 13 | 13 | 68 | 46 | +22  |
| 5    | Coronel Bolognesi                | 79  | 48 | 22 | 13 | 13 | 63 | 52 | +11  |
| 6    | Sport ÁncashP                    | 66  | 48 | 19 | 9  | 20 | 55 | 65 | -10  |
| 7    | Alianza LimaT                    | 64  | 48 | 16 | 16 | 16 | 69 | 48 | +21  |
| 8    | Sport Boys                       | 59  | 48 | 15 | 14 | 19 | 54 | 64 | -10  |
| 9    | FBC Melgar                       | 59  | 48 | 16 | 11 | 21 | 58 | 79 | -21  |
| 10   | Atlético Universidad             | 54  | 48 | 14 | 12 | 22 | 61 | 79 | -18  |
| 11   | Alianza Atlético                 | 49  | 48 | 12 | 13 | 23 | 58 | 86 | -28  |
| 12   | Universidad César Vallejo        | 44  | 48 | 9  | 17 | 22 | 58 | 75 | -17  |
| 13   | Unión Huaral                     | 37  | 48 | 8  | 13 | 27 | 40 | 70 | -30  |

|  | Qualification pour la Copa Libertadores 2006 (Vainqueur d'un tournoi)      |
|  | Qualification pour la Copa Libertadores 2006 (Meilleur classement général) |
|  | Qualification pour la Copa Sudamericana 2006                               |
|  | T : Tenant du titre P : Promu de Segunda División                          |

### Match pour le titre
| Équipe 1            | Résultat | Équipe 2         |
| ------------------- | -------- | ---------------- |
| Cienciano del Cusco | 0 - 1    | Sporting Cristal |

### Relégation
Comme lors de l'édition précédente, une table de relégation est mise en place à la fin de la saison. Les résultats des clubs sur les trois derniers championnats sont calculés et c'est la moyenne des points qui détermine les deux clubs relégués en Segunda Division.
| Rang | Équipe                           | Pts   | J   | G | N | P | Bp | Bc | Diff |
| ---- | -------------------------------- | ----- | --- | - | - | - | -- | -- | ---- |
| 1    | Sporting Cristal                 | 1,891 | 137 |   |   |   |    |    |      |
| 2    | Alianza Lima                     | 1,774 | 137 |   |   |   |    |    |      |
| 3    | Cienciano del Cusco              | 1,721 | 137 |   |   |   |    |    |      |
| 4    | Universitario de Deportes        | 1,69  | 137 |   |   |   |    |    |      |
| 5    | Alianza Atlético                 | 1,474 | 137 |   |   |   |    |    |      |
| 6    | Coronel Bolognesi                | 1,445 | 137 |   |   |   |    |    |      |
| 7    | Sport Ancash                     | 1,417 | 48  |   |   |   |    |    |      |
| 8    | Universidad San Martín de Porres | 1,36  | 100 |   |   |   |    |    |      |
| 9    | Sport Boys                       | 1,35  | 137 |   |   |   |    |    |      |
| 10   | FBC Melgar                       | 1,234 | 137 |   |   |   |    |    |      |
| 11   | Unión Huaral                     | 1,226 | 137 |   |   |   |    |    |      |
| 12   | Universidad César Vallejo        | 1,06  | 100 |   |   |   |    |    |      |
| 13   | Atlético Universidad             | 1,051 | 136 |   |   |   |    |    |      |

## Bilan de la saison
| Championnat du Pérou de football 2005 |                                  |
| Champion                              | Sporting Cristal (15e titre)     |
| Qualifications continentales          |                                  |
| Copa Libertadores 2006                | Sporting Cristal                 |
| Copa Libertadores 2006                | Cienciano del Cusco              |
| Copa Libertadores 2006                | Universitario de Deportes        |
| Copa Sudamericana 2006                | Universidad San Martín de Porres |
| Copa Sudamericana 2006                | Coronel Bolognesi                |
| Promotions et relégations             |                                  |
| Promus en Primera División            | José Gálvez FBC                  |
| Relégués en Segunda División          | Universidad César Vallejo        |
| Relégués en Segunda División          | Atlético Universidad             |